# Laphria coarctata
Laphria coarctata är en tvåvingeart som beskrevs av Dufour 1833. Laphria coarctata ingår i släktet Laphria och familjen rovflugor.
Artens utbredningsområde är Spanien. Inga underarter finns listade i Catalogue of Life.